# فیلم‌شناسی شهاب حسینی

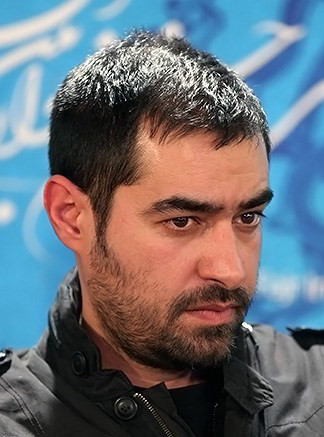
حسینی در جشنواره فیلم فجر ۱۳۹۲

شهاب حسینی بازیگر، کارگردان، فیلمنامه‌نویس، تهیه‌کننده، گوینده و مجری اهل ایران است. حسینی در سال ۱۳۷۷ با بازی در مجموعهٔ تلویزیونی خانواده محبوب به کارگردانی حسین فرخی وارد عرصه بازیگری شد. وی در سال ۱۳۷۹ در پس از باران ساختهٔ سعید سلطانی نقش کوتاهی ایفا کرد و همان سال در مجموعه‌های همسفر و وکیل نیز ایفای‌نقش کرد. او در سال ۱۳۸۰ با بازی در مجموعهٔ تلویزیونی. پلیس جوان ساختهٔ سیروس مقدم به شهرت رسید و در همان سال با بازی در فیلم رخساره وارد سینما شد. او در سال ۱۳۸۲ در شمعی در باد ساختهٔ پوران درخشنده، بازی کرد و با بازی در آن برای نخستین‌بار نامزد سیمرغ بلورین شد. وی در سال ۱۳۸۳ برای بازی در مجموعهٔ تلویزیونی تب سرد ساختهٔ علیرضا افخمی مورد توجه قرار گرفت و سال ۱۳۸۶ در مجموعهٔ تلویزیونی مدار صفر درجه به کارگردانی حسن فتحی نقش‌آفرینی کرد. او در سال ۱۳۸۶ با بازی در محیا برندهٔ دیپلم افتخار جشنواره فیلم فجر شد.
وی در سال ۱۳۸۷ در فیلم سوپراستار ساختهٔ تهمینه میلانی بازی کرد که برای آن برندهٔ سیمرغ بلورین شد و بعد از آن دو دیپلم افتخار نیز برای فیلم‌های دربارهٔ الی (۱۳۸۸) و جدایی نادر از سیمین (۱۳۸۹) دریافت کرد. حسینی برای جدایی نادر از سیمین همچنین خرس نقره‌ای جشنواره برلین را نیز به دست آورد. مجموعهٔ تلویزیونی شوق پرواز به کارگردانی یدالله صمدی در سال ۱۳۹۰ پخش شد و بازی شهاب حسینی در آن مورد تحسین قرار گرفت. در سال ۱۳۹۱ او برای به تصویر کشیدن یک مرد کم‌توان ذهنی در حوض نقاشی مورد تحسین منتقدان واقع شد. حسینی در سال ۱۳۹۲ فیلم ساکن طبقه وسط را کارگردانی کرد. این فیلم نخستین فیلم حسینی در مقام کارگردان است و حسینی در این فیلم همچنین ایفای‌نقش نیز کرده است. این فیلم در سال ۱۳۹۳ اکران شد و مورد استقبال مخاطبان قرار گرفت.
حسینی در سال ۱۳۹۳ در فصل اول مجموعهٔ شهرزاد ساختهٔ حسن فتحی بازی کرد و در سال ۱۳۹۴ در فیلم برادرم خسرو نقش یک فرد مبتلا به اختلال دوقطبی را ایفا کرد. او در سال ۱۳۹۴ همچنین در فیلم فروشده ساختهٔ اصغر فرهادی بازی کرد و جایزه بهترین بازیگر مرد جشنواره کن را برای نقش‌آفرینی خود در این فیلم، کسب کرد. او در سال ۱۳۹۶ فیلم مقیمان ناکجا را کارگردانی کرد؛ این فیلم بر اساس نمایشنامه مهمان‌سرای دو دنیا اثر اریک امانوئل اشمیت ساخته شده است. حسینی سال ۱۳۹۸ فیلم نویسنده مرده است را در آمریکا کارگردانی کرد. این فیلم موفق به کسب جایزه در جشنواره‌های بین‌المللی شده است. او در سال ۱۳۹۸ نقش شمس تبریزی را در فیلم مست عشق به کارگردانی حسن فتحی ایفا کرد که در سال ۱۴۰۳ اکران شد و این فیلم و بازی حسینی در آن، نقدهای گوناگونی را به همراه داشت.

## سینما
| به آثاری اشاره دارد که در حال حاضر منتشر نشده‌اند | به آثاری اشاره دارد که در حال حاضر منتشر نشده‌اند |

| سال       | عنوان                       | سمت    | سمت       | نقش          | کارگردان          | توضیحات | منا.   |
| سال       | عنوان                       | بازیگر | تهیه‌کننده | نقش          | کارگردان          | توضیحات | منا.   |
| --------- | --------------------------- | ------ | --------- | ------------ | ----------------- | --- | ------ |
| ۱۴۰۳      | رها                         | آری    | نه        | توحید        | حسام فرهمند       | | [ ۲۱ ] |
| ۱۴۰۲      | تمشک‌های وحشی                | آری    | نه        |              | سودابه مرادیان    | ساخته‌شده در آمریکا.                                                                                                | [ ۲۲ ] |
| ۱۴۰۲      | کوه‌های دوردست               | آری    | نه        |              | میترا تبریزیان    | محصول مشترک ایران و انگلیس.                                                                                        | [ ۲۳ ] |
| ۱۴۰۱      | شوکران                      | آری    | نه        | طاهر         | پیترو مالگوری     | محصول مشترک ایتالیا و فرانسه                                                                                       | [ ۲۴ ] |
| ۱۴۰۰      | ترمینال جنوب                | آری    | نه        |              | آرش سجادی حسینی   | آمادهٔ نمایش | [ ۲۵ ] |
| ۱۴۰۰      | نویسنده مرده است            | نه     | آری       | —            | شهاب حسینی        | سومین فیلم حسینی در مقام کارگردان که در آمریکا ساخته شده است.                                                      | [ ۲۶ ] |
| ۱۳۹۹      | خانه ماهرخ                  | نه     | آری       | —            | شهرام ابراهیمی    | | [ ۲۷ ] |
| ۱۳۹۸      | طلاخون                      | آری    | نه        | سرگرد کشاورز | ابراهیم شیبانی    | | [ ۲۸ ] |
| ۱۳۹۸      | مست عشق                     | آری    | نه        | شمس تبریزی   | حسن فتحی          | محصول مشترک ایران و ترکیه که تولید آن از سال ۱۳۹۸ تا ۱۴۰۰ به طول انجامید و در سال ۱۴۰۳ در سینماهای ایران اکران شد. | [ ۲۹ ] |
| ۱۳۹۸      | اولین برف                   | آری    | نه        | بهمن مهدی‌پور | حامی رمضان        | محصول کشور فنلاند.                                                                                                 | [ ۳۰ ] |
| ۱۳۹۸      | بعد از اتفاق                | نه     | آری       | —            | پوریا حیدری اوره  | | [ ۳۱ ] |
| ۱۳۹۷      | آن شب                       | آری    | نه        | بابک نادری   | کوروش آهاری       | محصول آمریکا. | [ ۳۲ ] |
| ۱۳۹۷      | نرگسی                       | آری    | آری       | احمد         | پیام اسکندری      | | [ ۳۳ ] |
| ۱۳۹۷      | هزارتو                      | آری    | نه        | امیرعلی      | امیرحسین ترابی    | | [ ۳۴ ] |
| ۱۳۹۷      | شین                         | آری    | آری       |              | میثم کزازی        | | [ ۳۵ ] |
| ۱۳۹۶      | نبات                        | آری    | نه        | سعید         | پگاه ارضی         | | [ ۳۶ ] |
| ۱۳۹۶      | مقیمان ناکجا                | آری    | آری       | شهاب افلاک   | شهاب حسینی        | همچنین فیلم‌نامه‌نویس                                                                                                | [ ۳۷ ] |
| ۱۳۹۵      | لابی                        | آری    | نه        |              | محمد پرویزی       | | [ ۳۸ ] |
| ۱۳۹۵      | غلام                        | آری    | نه        | غلام         | میترا تبریزیان    | | [ ۳۹ ] |
| ۱۳۹۴      | فروشنده                     | آری    | نه        | عماد         | اصغر فرهادی       | | [ ۴۰ ] |
| ۱۳۹۴      | برادرم خسرو                 | آری    | نه        | خسرو         | احسان بیلگری      | | [ ۴۱ ] |
| ۱۳۹۴      | خورشید نیمه شب              | آری    | آری       |              | شبیر شیرازی       | | [ ۴۲ ] |
| ۱۳۹۴      | امتحان نهایی                | آری    | نه        | فرهاد        | عادل یراقی        | | [ ۴۳ ] |
| ۱۳۹۳      | سایه‌های موازی               | آری    | نه        | ربیعی        | اصغر نعیمی        | | [ ۴۴ ] |
| ۱۳۹۳      | چهارشنبه                    | آری    | نه        | سلیم         | سروش محمدزاده     | | [ ۴۵ ] |
| ۱۳۹۳      | دوران عاشقی                 | آری    | نه        | حمید         | علیرضا رئیسیان    | | [ ۴۶ ] |
| ۱۳۹۳–۱۳۹۲ | طعم شیرین خیال              | آری    | نه        | گروس         | کمال تبریزی       | | [ ۴۷ ] |
| ۱۳۹۲      | ساکن طبقه وسط               | آری    | آری       | گوناگون      | شهاب حسینی        | نخستین فیلم حسینی در مقام کارگردان که در آن ۳۸ نقش مختلف را ایفا کرده است.                                         | [ ۴۸ ] |
| ۱۳۹۲      | پنج ستاره                   | آری    | نه        | رضا          | مهشید افشارزاده   | | [ ۴۹ ] |
| ۱۳۹۱      | آشغال‌های دوست‌داشتنی         | آری    | نه        | منصور        | محسن امیریوسفی    | | [ ۵۰ ] |
| ۱۳۹۱      | حوض نقاشی                   | آری    | نه        | رضا          | مازیار میری       | | [ ۵۱ ] |
| ۱۳۹۰      | هیس! دخترها فریاد نمی‌زنند   | آری    | نه        | بازپرس       | پوران درخشنده     | | [ ۵۲ ] |
| ۱۳۹۰      | یکی می‌خواد باهات حرف بزنه   | آری    | نه        | مصطفی        | منوچهر هادی       | | [ ۵۳ ] |
| ۱۳۹۰      | من و زیبا                   | آری    | نه        | جعفر         | فریدون حسن‌پور     | | [ ۵۴ ] |
| ۱۳۸۹      | به امید دیدار               | آری    | نه        | اسفندیار     | محمد رسول‌اف       | |        |
| ۱۳۸۹      | برف روی شیروانی داغ         | آری    | نه        | بهمن         | محمدهادی کریمی    | | [ ۵۵ ] |
| ۱۳۸۹      | آفریقا                      | آری    | نه        | شهاب         | هومن سیدی         | | [ ۵۶ ] |
| ۱۳۸۹      | جدایی نادر از سیمین         | آری    | نه        | حجت          | اصغر فرهادی       | | [ ۵۷ ] |
| ۱۳۸۹      | خانه پدری                   | آری    | نه        | ناصر         | کیانوش عیاری      | | [ ۵۸ ] |
| ۱۳۸۹      | سوت پایان                   | آری    | نه        | سامان        | نیکی کریمی        | | [ ۵۹ ] |
| ۱۳۸۸      | پرسه در مه                  | آری    | نه        | امین         | بهرام توکلی       | | [ ۶۰ ] |
| ۱۳۸۸      | آناهیتا                     | آری    | نه        | بهنام        | عزیزالله حمیدنژاد | | [ ۶۱ ] |
| ۱۳۸۷      | حوالی اتوبان                | آری    | نه        | پاشا         | سیاوش اسعدی       | | [ ۶۲ ] |
| ۱۳۸۷      | سایه وحشت                   | آری    | نه        |              | عماد اسدی         | | [ ۶۳ ] |
| ۱۳۸۷      | درباره الی                  | آری    | نه        | احمد         | اصغر فرهادی       | | [ ۶۴ ] |
| ۱۳۸۶      | سوپر استار                  | آری    | نه        | کوروش زند    | تهمینه میلانی     | | [ ۶۵ ] |
| ۱۳۸۶      | پرچم‌های قلعه کاوه           | آری    | نه        | صادق         | محمد نوری‌زاد      | | [ ۶۶ ] |
| ۱۳۸۶      | دل‌شکسته                     | آری    | نه        | امیرعلی      | علی روئین‌تن       | | [ ۶۷ ] |
| ۱۳۸۶      | محیا                        | آری    | نه        | جاوید        | اکبر خواجویی      | | [ ۶۸ ] |
| ۱۳۸۵      | نیلوفر                      | آری    | نه        | عزیز         | سابین ژمایل       | | [ ۶۹ ] |
| ۱۳۸۵      | ایستگاه بهشت                | آری    | نه        | سروش         | نادر مقدس         | | [ ۷۰ ] |
| ۱۳۸۵      | بچه‌های ابدی                 | آری    | نه        | ایمان        | پوران درخشنده     | | [ ۷۱ ] |
| ۱۳۸۵      | غیرمنتظره                   | آری    | نه        | سالک         | محمدهادی کریمی    | | [ ۷۲ ] |
| ۱۳۸۵      | قصه عشق                     | آری    | نه        |              | بیژن بیرنگ        | | [ ۷۳ ] |
| ۱۳۸۴      | قتل آنلاین                  | آری    | نه        | کیوان        | مسعود آب‌پرور      | | [ ۷۴ ] |
| ۱۳۸۳      | پیشنهاد ۵۰ میلیونی          | آری    | نه        | برمک         | مهدی صباغ‌زاده     | | [ ۷۵ ] |
| ۱۳۸۳      | رستگاری در هشت و بیست دقیقه | آری    | نه        | فؤاد         | سیروس الوند       | |        |
| ۱۳۸۳      | گرداب                       | آری    | نه        | همایون       | حسن هدایت         | | [ ۷۶ ] |
| ۱۳۸۲      | الهه زیگورات                | آری    | نه        | بهرام        | رحمان رضایی       | | [ ۷۷ ] |
| ۱۳۸۲      | شمعی در باد                 | آری    | نه        | بابک         | پوران درخشنده     | | [ ۷۸ ] |
| ۱۳۸۱      | زهر عسل                     | آری    | نه        | شاهین        | ابراهیم شیبانی    | | [ ۷۹ ] |
| ۱۳۸۱      | این زن حرف نمی‌زند           | آری    | نه        | مانی         | احمد امینی        | | [ ۸۰ ] |
| ۱۳۸۱      | واکنش پنجم                  | آری    | نه        | مجید         | تهمینه میلانی     | | [ ۸۱ ] |
| ۱۳۸۰      | آدمک‌ها                      | آری    | نه        | مراد         | علی قوی‌تن         | |        |
| ۱۳۸۰      | رخساره                      | آری    | نه        | ماهان        | امیر قوی‌دل        | | [ ۸۲ ] |

## تلویزیون

### مجموعه تلویزیونی
| سال       | عنوان         | نقش         | کارگردان       | شبکه       | توضیحات                                                              | منا.   |
| --------- | ------------- | ----------- | -------------- | ---------- | -------------------------------------------------------------------- | ------ |
| ۱۳۷۷      | خانواده محبوب |             | حسین فرخی      | شبکه ۲     | پخش در سال ۱۳۷۷                                                      | [ ۸۳ ] |
| ۱۳۷۹      | پس از باران   | علی احمدی   | سعید سلطانی    | شبکه ۳     | پخش از سال ۱۳۷۹ تا ۱۳۸۰                                              | [ ۸۴ ] |
| ۱۳۷۹      | همسفر         |             | قاسم جعفری     | شبکه ۳     | بازیگر مهمان؛ پخش در سال ۱۳۷۹                                        | [ ۸۵ ] |
| ۱۳۷۹      | وکیل          |             | سیروس مقدم     | شبکه تهران | پخش در سال ۱۳۷۹                                                      | [ ۸۶ ] |
| ۱۳۸۰      | پلیس جوان     | یونس بهگر   | سیروس مقدم     | شبکه ۳     | پخش در سال ۱۳۸۰                                                      | [ ۸۷ ] |
| ۱۳۸۲      | تب سرد        | شهاب کیانفر | علیرضا افخمی   | شبکه ۳     | پخش در سال ۱۳۸۳                                                      | [ ۸۸ ] |
| ۱۳۸۴–۱۳۸۳ | رقص پرواز     | وحید مولایی | احمد مرادپور   | شبکه ۲     | پخش در دهه فجر سال ۱۳۸۶                                              | [ ۸۹ ] |
| ۱۳۸۶–۱۳۸۴ | مدار صفر درجه | حبیب پارسا  | حسن فتحی       | شبکه ۱     | پخش در سال ۱۳۸۶                                                      | [ ۹۰ ] |
| ۱۳۹۰–۱۳۸۸ | شوق پرواز     | عباس بابایی | یدالله صمدی    | شبکه ۱     | پخش در سال ۱۳۹۰                                                      | [ ۹۱ ] |
| ۱۳۹۶–۱۳۸۷ | سرزمین مادری  | رهی اردکانی | کمال تبریزی    | شبکه ۳     | پخش در سال ۱۳۹۲ و سپس توقیف و سرانجام پخش دوباره از سال ۱۴۰۲ تا ۱۴۰۳ | [ ۹۲ ] |
| ۱۳۹۸–۱۳۹۷ | شکرستان       | راوی (صدا)  | عباس جلالی‌یکتا | شبکه نسیم  | پخش در عید نوروز سال ۱۳۹۸                                            | [ ۹۳ ] |

### فیلم تلویزیونی
| سال  | عنوان     | نقش   | کارگردان         | شبکه   | منا.   |
| ---- | --------- | ----- | ---------------- | ------ | ------ |
| ۱۳۸۵ | اوهام     | شروین | کاظم معصومی      | شبکه ۲ | [ ۹۴ ] |
| ۱۳۸۵ | تنگنا     | هادی  | علیرضا بذرافشان  | شبکه ۳ | [ ۹۵ ] |
| ۱۳۸۶ | ناشناس    |       | احمد ظریف‌رفتار   | شبکه ۱ | [ ۹۶ ] |
| ۱۳۸۶ | تنهایی    | حمید  | حجت قاسم‌زاده اصل | شبکه ۴ | [ ۹۷ ] |
| ۱۳۹۱ | تعبیرخواب | سرگرد | رضا دادویی       | شبکه ۱ | [ ۹۸ ] |

### برنامه تلویزیونی
| سال  | عنوان         | سمت   | منا.    |
| ---- | ------------- | ----- | ------- |
| ۱۳۷۷ | اکسیژن        | مجری  | [ ۹۹ ]  |
| —    | برپا برپا     | مجری  | [ ۱۰۰ ] |
| —    | رنگ صبح       | مجری  | [ ۱۰۰ ] |
| —    | سایه روشن     | مجری  | [ ۱۰۰ ] |
| ۱۳۹۳ | کلاه قرمزی ۹۳ | مهمان | [ ۱۰۱ ] |

## نمایش خانگی
| سال       | عنوان            | نقش/سمت         | کارگردان     | توضیحات            | منا.    |
| --------- | ---------------- | --------------- | ------------ | ------------------ | ------- |
| ۱۴۰۳      | آبان             | فریبرز ثابت     | رضا دادویی   | مجموعه نمایش خانگی | [ ۱۰۲ ] |
| ۱۴۰۲      | گناه فرشته       | حامد تهرانی     | حامد عنقا    | مجموعه نمایش خانگی | [ ۱۰۳ ] |
| ۱۴۰۱      | پوست شیر         | سرگرد محب مشکات | جمشید محمودی | مجموعه نمایش خانگی | [ ۱۰۴ ] |
| ۱۳۹۹      | همرفیق           | مجری            | شهاب حسینی   | مجموعه نمایش خانگی | [ ۱۰۵ ] |
| ۱۳۹۶–۱۳۹۴ | شهرزاد           | قباد دیوانسالار | حسن فتحی     | مجموعه نمایش خانگی | [ ۱۰۶ ] |
| ۱۳۹۴      | قرار ملاقات      |                 | شهاب حسینی   | فیلم کوتاه         | [ ۱۰۷ ] |
| ۱۳۹۴      | همین یک ساعت پیش |                 | سینا آذین    | فیلم کوتاه         | [ ۱۰۷ ] |
| ۱۳۹۴      | پنجه             |                 | علیرضا نسایی | فیلم کوتاه         | [ ۱۰۷ ] |
| ۱۳۸۴      | باغ آلوچه        |                 | بهروز شعیبی  | فیلم بلند          | [ ۱۰۸ ] |

## تئاتر
| سال  | عنوان       | سمت    | سمت              | مکان                 | منا.    |
| سال  | عنوان       | بازیگر | کارگردان         | مکان                 | منا.    |
| ---- | ----------- | ------ | ---------------- | -------------------- | ------- |
| ۱۳۹۶ | اعتراف      | آری    | آری              | تئاترشهر، تالار اصلی | [ ۱۰۹ ] |
| ۱۳۹۱ | ملاقات      | آری    | آری              | فرهنگسرای نیاوران    | [ ۱۱۰ ] |
| ۱۳۸۷ | کرگدن       | آری    | فرهاد آئیش       | تئاترشهر، تالار اصلی | [ ۱۱۱ ] |
| ۱۳۷۵ | افسانه      | آری    | مینا ابراهیم‌زاده | تالار آفتاب          | [ ۱۱۲ ] |
| ۱۳۷۴ | برکرانه باد | آری    | مینا ابراهیم‌زاده | تالار آفتاب          | [ ۱۱۲ ] |

## مستند
| سال  | عنوان                   | سمت        | کارگردان                | منا.    |
| ---- | ----------------------- | ---------- | ----------------------- | ------- |
| ۱۳۹۰ | ساکن صحرای سکوت         | راوی (صدا) | جمشید مشایخی هادی منبتی | [ ۱۱۳ ] |
| ۱۳۹۴ | من ناصر حجازی هستم…     | راوی (صدا) | امیر رفیعی              | [ ۱۱۴ ] |
| ۱۳۹۵ | کربلا جغرافیای یک تاریخ | راوی (صدا) | داریوش یاری             | [ ۱۱۵ ] |

## رادیو
| سال     | نام برنامه     | سمت    | رادیو      | منا.            |
| ------- | -------------- | ------ | ---------- | --------------- |
| ۱۳۹۴    | برنامه سحرگاهی | گوینده |            | [ ۱۱۶ ] [ ۱۱۷ ] |
| ۱۳۷۹–۸۰ | گلبانگ شادی    | گوینده | رادیو جوان | [ ۱۱۶ ] [ ۱۱۷ ] |
| ۱۳۷۷    | صدای ما        | گوینده | رادیو جوان | [ ۱۱۶ ] [ ۱۱۷ ] |
| ۱۳۷۶    | دو نیمه سیب    | گوینده | رادیو جوان | [ ۱۱۶ ] [ ۱۱۷ ] |